# Paredón 1.ª Sección (El Porvenir)
Paredón 1.ª Sección (El Porvenir) es una localidad del municipio de Huimanguillo ubicado en la subregión de la Chontalpa del estado mexicano de Tabasco.

## Geografía
La localidad de Paredón 1.ª Sección (El Porvenir) se sitúa en las coordenadas geográficas 17°44′32″N 93°23′16″O / 17.742222, -93.387778, a una elevación de 29 metros sobre el nivel del mar.

## Demografía
Según el Conteo de Población y Vivienda 2020, efectuado por el Instituto Nacional de Estadística y Geografía, la localidad de Paredón 1.ª Sección (El Porvenir) tiene 133 habitantes, de los cuales 61 son del sexo masculino y 72 del sexo femenino. Su tasa de fecundidad es de 3.49 hijos por mujer y tiene 35 viviendas particulares habitadas.
| Gráfica de evolución demográfica de Paredón 1.ª Sección (El Porvenir) entre 1990 y 2020 |
|                                                                                         |
| INEGI.                                                                                  |